# Helmuth Feigl
Helmuth Feigl (* 5. Dezember 1926 in Wien; † 4. März 2008) war ein österreichischer Historiker und Archivar.

## Leben
Helmuth Feigl studierte Geschichte und Germanistik an der Universität Wien. Ab 1978 bis 1992 leitete er das Niederösterreichische Institut für Landeskunde. Von 1984 bis 1991 leitete er als Direktor das Niederösterreichische Landesarchiv.
Feigl wurde im Friedhof in Baden beerdigt.

## Publikationen
- Die Entwicklung des Pfarrnetzes in Niederösterreich. Wissenschaftliche Schriftenreihe Niederösterreich Nr. 79, Verlag Niederösterreichisches Pressehaus, St. Pölten 1985, ISBN 3-85326-557-X.
- Recht und Gerichtsbarkeit in Niederösterreich. Wissenschaftliche Schriftenreihe Niederösterreich Nr. 86/87, Verlag Niederösterreichisches Pressehaus, St. Pölten 1988, ISBN 978-3-85326-563-5.
- Die niederösterreichische Grundherrschaft. Vom ausgehenden Mittelalter bis zu den theresianisch-josephinischen Reformen. 1964, 2. grundlegend umgearbeitete Auflage 1998, Verein für Landeskunde von Niederösterreich, St. Pölten 1998.
- mit Thomas Stockinger: Die Urbare der Herrschaften Maissau und Sonnberg. Anlässlich der Teilung des Erbes nach Georg von Eckartsau im Jahre 1497. Böhlau Verlag, Wien 2008, ISBN 978-3-205-78184-4.